# یواس‌اس مونتری (۱۸۶۲)
یواس‌اس مونتری (۱۸۶۲) (به انگلیسی: USS Monterey (1862)) یک کشتی بود که طول آن ۷۵ فوت (۲۳ متر) بود. این کشتی در سال ۱۸۶۲ ساخته شد.